# Dovžansk
Dovžansk (ukrajinsky Довжанськ) je město v Luhanské oblasti na Ukrajině. Leží ve východní části Donbasu zhruba 80 kilometrů jižně od Luhansku a nedaleko hranice s ruskou Rostovskou oblastí. Jedná se o tradiční hornické město, jehož rozvoj je spjatý s těžbou uhlí. Od roku 1938 město neslo název Sverdlovsk (ukrajinsky Свердловськ), kdy bylo pojmenováno po bolševickém vůdci Jakovu Sverdlovi; v témže roce se také stalo městem. Dne 12. května 2016 rozhodl Parlament Ukrajiny o přejmenování města na Dovžansk.
Ve městě žije přibližně 95 tisíc obyvatel.